# Schizosepala
Schizosepala es un género con una especies de plantas de flores de la familia Scrophulariaceae. 

## Especie seleccionada
- Schizosepala glandulosa

- Datos: Q9075115